# Ексинская
Ексинская — опустевшая деревня в Вельском районе Архангельской области. Входит в состав   Муниципального образования «Хозьминское».

## География
Деревня расположена в южной части Архангельской области, в таёжной зоне, в пределах северной части Русской равнины, в 51 километрах на северо-запад от города Вельска, на левом берегу реки Елюга притока Вели. Ближайшие населённые пункты: на юге нежилая деревня Кореневская.
Часовой пояс
Ексинская, как и вся Архангельская область, находится в часовой зоне МСК (московское время). Смещение применяемого времени относительно UTC составляет +3:00.

## Население
| 2002 | 2010 | 2012 | 2014 |
| ---- | ---- | ---- | ---- |
| 4    | ↘0   | →0   | →0   |

## История
Указана в «Списке населённых мест по сведениям 1859 года» в составе Вельского уезда (1-го стана) Вологодской губернии под номером «2237» как «Ексинское (Елань, Овчинниковская)». Насчитывала 13 дворов, 59 жителей мужского пола и 61 женского.
В материалах оценочно-статистического исследования земель Вельского уезда упомянуто, что в 1900 году в административном отношении деревня входила в состав Смольянского сельского общества Есютинской волости. На момент переписи в селении Ексинское, (Овчинниковское, Елань) находилось 29 хозяйств, в которых проживало 90 жителей мужского пола и 87 женского.